# Laryssa Biesenthal
Laryssa Biesenthal nekdanja kanadska veslačica, * 22. junij 1971, Walkerton.
S kanadskim dvojnim četvercem je na Poletnih olimpijskih igrah 1996 v Atlanti osvojila bronasto medaljo, štiri leta kasneje pa je na Poletnih olimpijskih igrah 2000 v Sydneyju uspeh ponovila še z osmercem.